# Маре-Джамісі
Маре-Джамісі (крим. Mare Camisi) — мечеть у селі Маре (Мар'янівка) Курманського району Автономної Республіки Крим.